# Полтавский округ
Полтавский округ (укр. Полтавська округа) — единица административного деления Украинской ССР, существовавшая с апреля 1923 по июль 1930 года. Административный центр — город Полтава.
Образован в 1923 году в составе Полтавской губернии. Округ включил в себя бывший Полтавский уезд полностью (20 волостей), а также части Зеньковского (13 волостей), Кобелякского (13 волостей), Миргородского (3 волости), Красноградского (2 волости) и Хорольского (2 волости) уездов.
Первоначально округ был разделён на 17 районов: Беликский, Белоцерковский, Диканьский, Зеньковский, Китайгородский, Кобелякский, Ковалёвский, Малоперещепинский, Мачусский, Новосанжарский, Опошнянский, Песчанский, Решетиловский, Руновщинский, Супруновский, Чутовский и Шишацкий.
13 марта 1925 года Песчанский район был переименован в Баляснинский, а Китайгородский — в Царичанский. Вскоре были упразднены Беликский и Ковалёвский районы.
В июне 1925 года губернии на Украине были упразднены и округ перешёл в прямое подчинение Украинской ССР. При этом из упразднённого Красноградского округа в Полтавский были переданы Великобучковский, Карловский, Красноградский, Машевский, Руновский и Сахновщинский районы целиком, а также части Зачепиловского, Кегичёвского, Котовского и Нехворощанского районов. Царичанский район был передан из Полтавского округа в Екатеринославский округ. Из упразднённого Ахтырского округа в Полтавский были переданы Груньский, Котелевский и Рублевский районы.
В июле 1925 года были упразднены Мачусский и Руновский районы. Супруновский район был переименован в Полтавский.
Всего на 1 января 1926 года в УССР был 41 округ и 636 районов.
В 1929 году были упразднены Баляснинский и Великобучковский районы.
Округ упразднён в июле 1930, как и большинство округов СССР. Районы переданы в прямое подчинение Украинской ССР.
В апреле 1932 года большинство районов Полтавского округа вошло в Харьковскую область.
По данным переписи 1926 года численность населения составляла 1089,1 тыс. чел. В том числе украинцы — 93,7 %; русские — 3,5 %; евреи — 2,1 %.